# Barraca Bosc Ribalta I
La Barraca Bosc Ribalta I és una barraca de vinya de Torrelavit (Alt Penedès) situada en una vinya prop del Bosc de Ribalta.
És una construcció de pedra seca, de planta circular, amb la coberta en falsa cúpula. El portal, amb llinda plana, està orientat al sud. Es conserva en perfecte estat. Té unes característiques morfològiques i tipològiques força similars a les barraques de planta rodona existents als termes veïns de les comarques del Baix Llobregat, Baix Penedès i Garraf, amb la coberta feta amb la tècnica d'aproximació de filades formant una falsa cúpula.